# Enna-Dagan
Enna-Dagan war ein König des mesopotamischen Stadtstaates Mari. Er regierte wahrscheinlich im 24. Jahrhundert v. Chr. Die genaue chronologische Einordnung ist jedoch noch umstritten. Er ist bisher nur von Texten aus Ebla bekannt. In der syrischen Stadt Ebla fand sich 1974 ein mehrere tausend Texte umfassendes Archiv, dessen Urkunden ein Schlaglicht auf Kultur, Gesellschaft und Geschichte dieser Zeit werfen. Vor diesem Fund waren so gut wie keine Inschriften aus dieser Epoche und aus dieser Region bekannt.
Enna-Dagan regierte etwa 4 oder 5 Jahre und war Nachfolger von Nizi und Zeitgenosse von Irkab-Damu, der König in Ebla war. Enna-Dagan ist von einem Brief bekannt, den er an den nicht mit Namen genannten König von Ebla sandte, der aber als Irkab-Damu identifiziert werden kann. In dem Schreiben werden die glorreichen Taten seines Vorgängers aufgezeichnet. Der Zweck des Briefes war wahrscheinlich, bei Enna-Dagans Thronbesteigung die Oberherrschaft Maris über Ebla zu dokumentieren.